# Fulgens sicut stella matutina
Fulgens sicut stella matutina (dt. leuchtend wie der Morgenstern; Hld 6,10) ist eine päpstliche Bulle, die am 12. Juli 1335 von Papst Benedikt XII. in Sorgues (apud pontem Sorgiae) ausgestellt wurde, um eine Reform der Zisterzienser einzuleiten. Die Bulle schrieb vier Reformmaßnahmen des 1119 gegründeten Ordens vor: wirtschaftliche Konsolidierung der verschuldeten Konvente, verpflichtender Besuch des Generalkapitels mit der Bezahlung entsprechender Jahresbeiträge, Verschärfung innerklösterlicher Disziplin und die Neuaufstellung des theologischen Studienbetriebs für Mönche.
Papst Benedikt war selbst Zisterziensermönch und -abt, bevor er Bischof wurde. Die Bulle wird auch in Anspielung auf den Papst Benedictina genannt.